# Forallac
Forallac est une commune de la province de Gérone, en Catalogne, en Espagne, de la comarque de Baix Empordà

## Histoire
Forallac est la réunion dans les années 1970 de trois villages ou communes : Vulpellac, Fonteta et Peratallada. D'où le nom : FO (FOnteta, peRAtallada, VulpeLLAC)

## Lieux et monuments

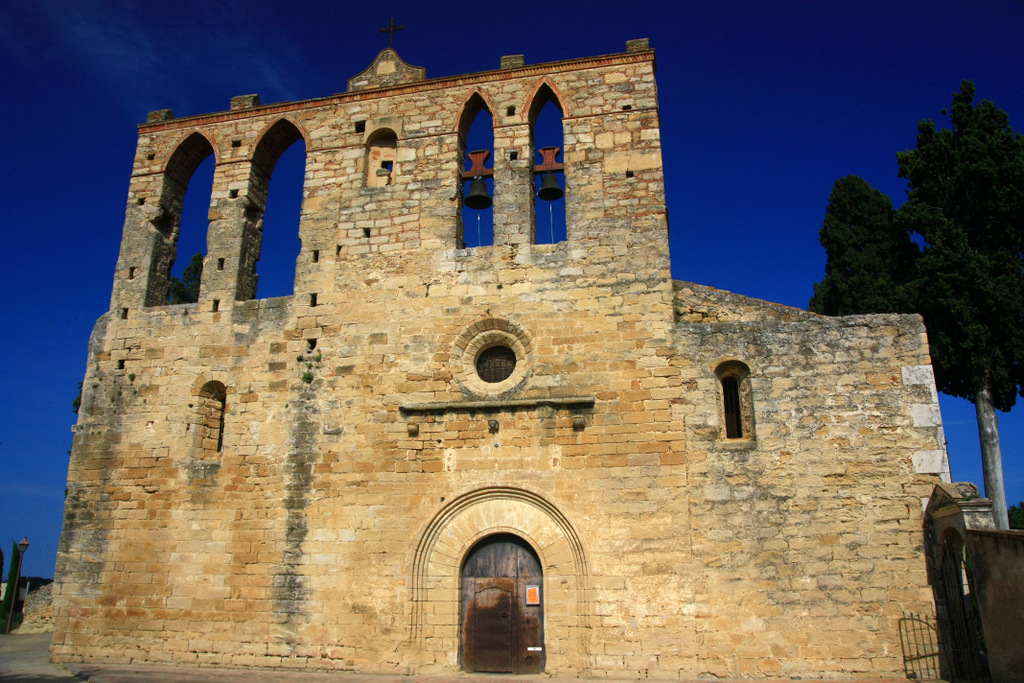
Peratallada, l'église

Village de Peratallada : l'église